# コレスチラミン
コレスチラミン (Colestyramine) は、強塩基性の陰イオン交換樹脂であり、その製剤は高コレステロール血症の治療およびレフルノミドの活性代謝物の体内からの除去に使用されている。製剤としてのコレスチラミンは粉末であり、水に懸濁して服用する。商品名はクエストラン（Questran）で、日本においてははじめブリストル萬有製薬（現ブリストル・マイヤーズ）が販売していたが、2002年よりアベンティスファーマ（現サノフィ）が製造承認を継承し販売している。

## 概要
肝細胞は、コレステロールを代謝し、胆汁酸を産生する。胆汁酸は、消化活動時に総胆管を経て十二指腸へ分泌されるが、その95%は腸肝循環によって再吸収され、再び肝細胞に回収される。コレスチラミンは腸管内において胆汁酸を吸着し、再吸収を阻害することでコレステロールの吸収を抑制する。また、これにより減少した胆汁酸を補填するため、肝においてコレステロールから胆汁酸への異化が亢進する。以上の作用により血中コレステロールを低下させると考えられている。
また、同様の作用により体内に存在するレフルノミドの活性代謝物を除去することができる。レフルノミドは、体内での初回通過効果や肝代謝により活性代謝物に変換された後、胆汁酸とともに腸肝循環を起こすため、コレスチラミンが胆汁酸ごと吸着して腸管からの再吸収を防ぐことでレフルノミドの対外排出を促進させる。

## 適応症
- 高コレステロール血症
- レフルノミドの活性代謝物の体内からの除去

## 副作用
コレスチラミンは強塩基性の陰イオン交換樹脂であり、粉末を水に懸濁して服用することから、便秘、腹痛といった消化管症状のほか、胆汁酸、陰イオン性物質や酸性物質などの薬剤や食品を合わせて服用すると、その吸収を遅延・抑制させるため注意が必要である。